# Selládes
Selládes är en ort i Grekland.   Den ligger i prefekturen Nomós Ártas och regionen Epirus, i den centrala delen av landet, 260 km nordväst om huvudstaden Aten. Selládes ligger 81 meter över havet och antalet invånare är 718.
Terrängen runt Selládes är kuperad åt nordost, men åt sydväst är den platt. Runt Selládes är det ganska glesbefolkat, med 21 invånare per kvadratkilometer. Närmaste större samhälle är Arta, 9,8 km nordväst om Selládes. 